# Canada aux Jeux olympiques d'hiver de 1976
Le Canada participe aux Jeux olympiques d'hiver de 1976, organisés à Innsbruck en Autriche. Cette nation prend part aux Jeux olympiques d'hiver pour la douzième fois de son histoire après avoir participé à toutes les éditions précédentes. La délégation canadienne, formée de 59 athlètes (38 hommes et 21 femmes), remporte trois médailles (une de chaque métal) et se classe au onzième rang du tableau des médailles.

## Médaillés
| Médaille                            | Nom             | Discipline          | Épreuve             |
| ----------------------------------- | --------------- | ------------------- | ------------------- |
| Médaille d'or, Jeux olympiques      | Kathy Kreiner   | Ski alpin           | Slalom géant femmes |
| Médaille d'argent, Jeux olympiques  | Cathy Priestner | Patinage de vitesse | 500 mètres femmes   |
| Médaille de bronze, Jeux olympiques | Toller Cranston | Patinage artistique | Hommes              |